# Goldmania
Genre
Goldmania est un genre d'oiseaux de la famille des Trochilidae.

## Liste des espèces
Selon la classification de référence du Congrès ornithologique international (12 avril 2024) (ordre phylogénique) :
- Goldmania violiceps Nelson, 1911 – Colibri à calotte violette
- Goldmania bella (Nelson, 1912) – Colibri du Pirré

## Classification
Le nom valide complet (avec auteur) de ce taxon est Goldmania Nelson, 1911.
Goldmania a pour synonyme :
- Goethalsia Nelson, 1912